# Ultracrepidarianisme

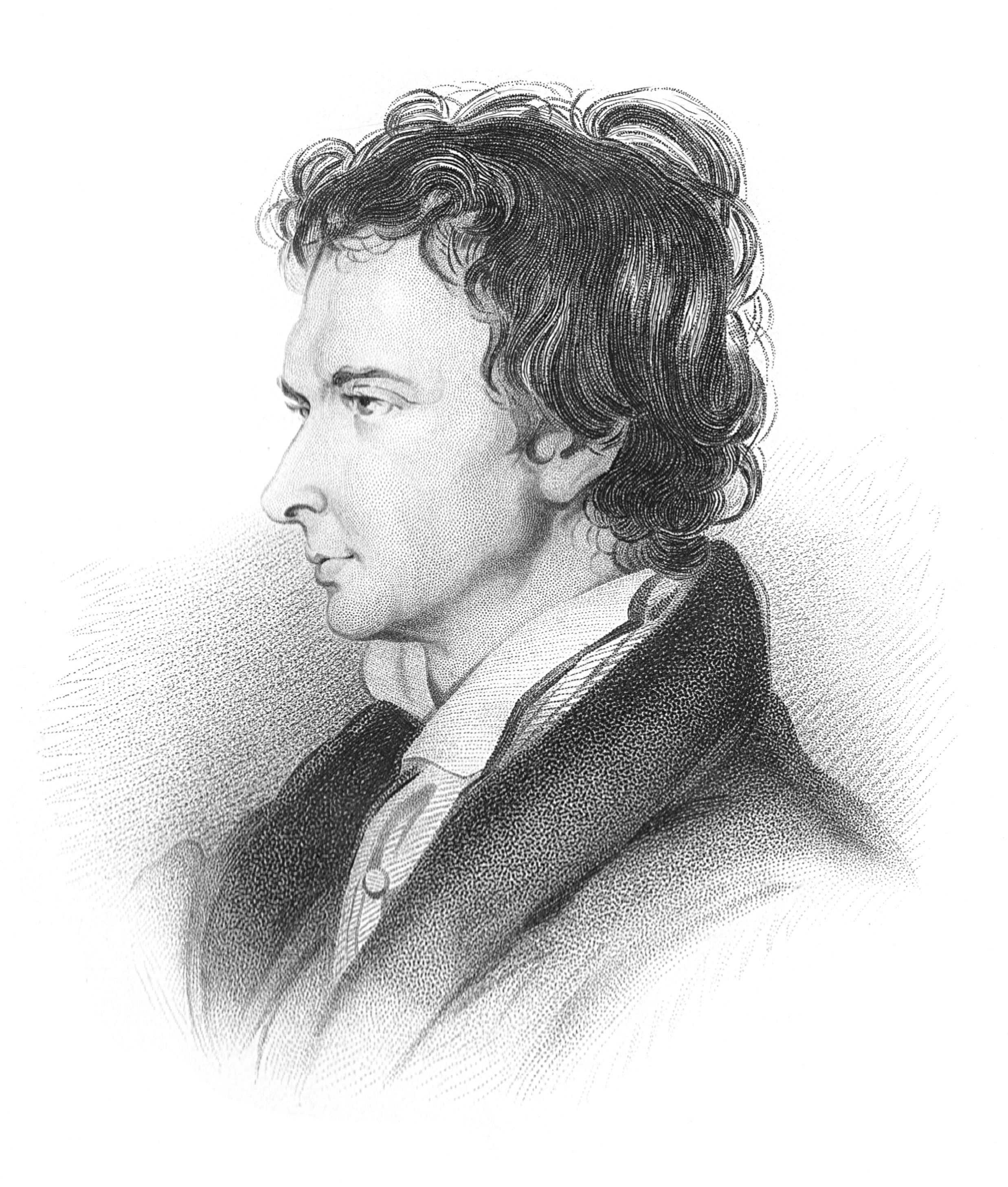
William Hazlitt, l'introductor l'any 1819 de la paraula ultracrepidarisme al lèxic anglès.

L'ultracrepidarianisme o ultracrepidarisme és una conducta consistent a opinar sobre temes sobre els quals no es té competència.

## Etimologia
La paraula ultracrepidarisme prové de la frase llatina “Sutor, ne supra crepidam", que literalment significa "Sabater, no més alt que la sabata!» i que equival a l'expressió moderna «Cadascú a la seva feina, i les vaques estaran ben cuidades.»
El proverbi prové d'una anècdota explicada per Plini el Vell: un sabater, entrant al taller del pintor Apel·les per a una comanda, observa les obres del pintor i assenyala un error en la representació d'una sandàlia. El pintor ho corregeix. Però, quan el sabater expressa altres crítiques, el pintor li respon: “Ne supra crepidam sutor judicaret” (“un sabater no ha de jutjar més enllà de la sabata).

## Definició
El terme anglès ultracrepidarianism  és testimoniat per primera vegada l'any 1819 en un text de l'escriptor William Hazlitt (1778-1830) sobre un crític literari massa ambiciós. La forma francesa només va aparèixer el 2014, i en català l'ha usat recentment l'escriptor Antoni Puigverd al seu llibre Ocell de bosc (2025).
L'ultracrepidarianisme consisteix a expressar-se fora de la pròpia àrea d'expertesa. Alguns consideren que aquest comportament s'explica en determinats casos per un biaix cognitiu que porta els menys qualificats en un àmbit a sobreestimar el seu nivell de competència amb relació a aquest àmbit. Aquest biaix, conegut com "Efecte Dunning-Kruger», es va estudiar a finals del XX XX segle pels psicòlegs nord-americans David Dunning i Justin Kruger.
L'ultracrepidarianisme pot, en determinats casos, implicar l'ús d'un argument d'autoritat. Per exemple, la "malaltia del Nobel", un cas especial d'ultracrepidarianisme, consisteix en el fet que un premi Nobel va més enllà del seu camp de competència real, podent arribar a defensar públicament teories infundades, fins i tot pseudocientífiques.
A Bèlgica, la paraula ultracrepidarisme va ser elegida «Mot de l'any 2021» en una enquesta organitzada per Le Soir i RTBF.